# Konrad Becker (Künstler)

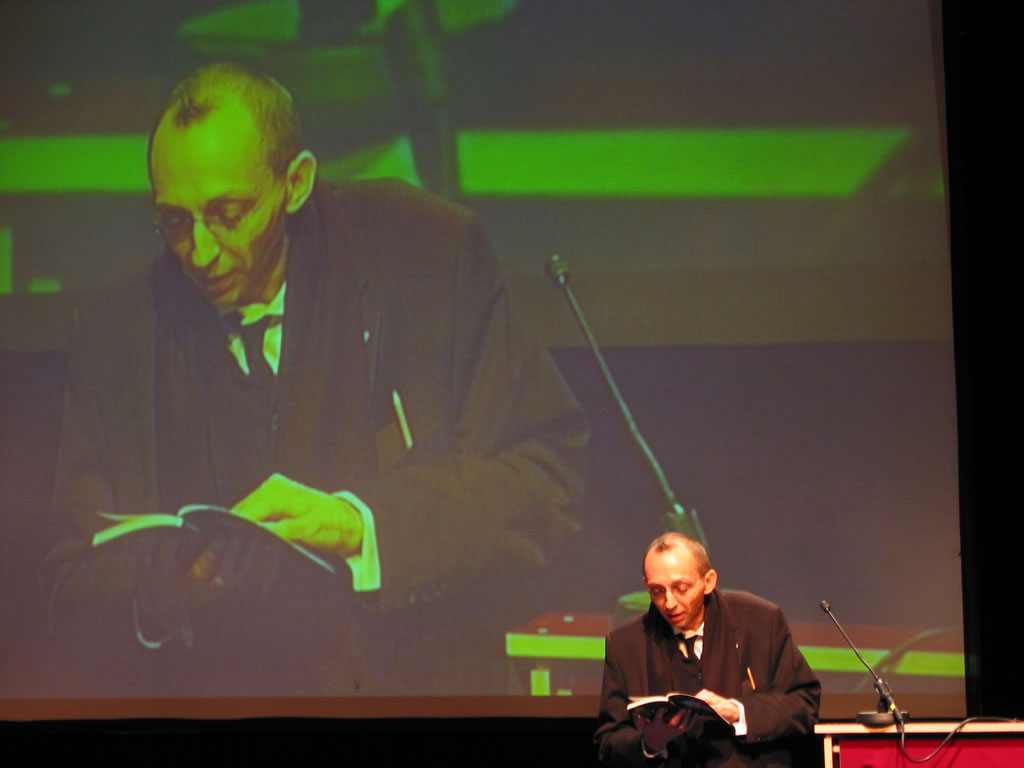
Konrad Becker

Konrad Becker (* 9. Jänner 1959 in Wien) ist ein österreichischer Medienforscher, Aktivist, Autor, Schauspieler, Komponist und Produzent im Bereich Kunst und elektronische Medien. Er lebt in Wien und ist Mitgründer des Instituts für neue Kulturtechnologien/t0, das er auch leitet, sowie Initiator der Medienkunstgalerie Public Netbase und der Non-Profit-Organisation World-Information.Org.

## Leben und Wirken
Konrad Becker ist seit den späten 1970er-Jahren als Künstler aktiv. Erste Bekanntheit erlangte er als Jugendlicher durch Auftritte in der österreichischen Fernsehserie Kottan ermittelt, unter anderem als Leiche in der Folge „Nachttankstelle“ sowie als Mörder in „Hausbesuche“. 1980 spielte er außerdem im Film Exit … nur keine Panik von Franz Novotny sowie im Antikriegsdrama Das Boot (in der Rolle des Bockstiegel, jedoch nur in der sechsteiligen Fernsehfassung).
Bald verlagerte Becker seinen künstlerischen Schwerpunkt auf Musik und elektronische Medienkunst. Seitdem arbeitet er interdisziplinär an der Schnittstelle von Kunst, Technologie und Gesellschaft. Seine Arbeiten wurden international rezipiert, in über 3.500 Artikeln, Berichten und Interviews besprochen und mehrfach ausgezeichnet – unter anderem mit dem Prix Ars Electronica und dem Preis der Stadt Wien.
Becker ist in zahlreichen Bereichen elektronischer Kunst tätig: von Audio- und Videoarbeiten über Radio, Fernsehen, Multimediainstallationen und Performances bis hin zu Softwareentwicklung und Virtual Reality. Auch mit Konzepten der sozialen Skulptur und Netzwerkkunst hat er sich intensiv beschäftigt. Er war an zahlreichen internationalen Ausstellungen, Konferenzen und Fachgremien beteiligt und publizierte regelmäßig zu Fragen der Medien- und Informationskultur.
Als Autor befasst sich Becker mit den politischen, kulturellen und psychosozialen Dimensionen der Informationsgesellschaft. Seine Texte zur „Politik der Infosphäre“ liegen in mehreren Sprachen vor. Er ist Mitinitiator zahlreicher Interventionen im öffentlichen Raum und organisierte viele internationale Festivals und Konferenzen. Becker ist Mitbegründer des European Cultural Backbone (ECB) und engagierte sich in verschiedenen transnationalen Netzwerken zur Förderung neuer Informations- und Kommunikationstechnologien im Kulturbereich.
In der frühen Phase elektronischer Musik gründete Becker das Projekt Monoton, das heute als Pionierprojekt gilt. Das Album Monotonprodukt 07 wurde vom Musikmagazin The Wire in die Liste der „100 Records That Set the World on Fire (While No One Was Listening)“ aufgenommen.
Beckers musikalische Praxis überschreitet dabei bewusst Genregrenzen: von Audiokunst, Mikrocomputer-basierter Psychoakustik und Industrial Noise über Softwareentwicklung und Musiktheater bis hin zu Beiträgen zur frühen Rave-Szene. Seine Werke verbinden konzeptuelle Strenge mit performativer Experimentierfreude und reflektieren immer wieder den Einfluss digitaler Technologien auf Wahrnehmung und Gesellschaft.

## Publikationen
- Psychonautic, MonotonProdukt, Wien, 1986.
- Die Politik der Infosphäre VS-Verlag für Sozialwissenschaft, Berlin 2002, ISBN 3-89331-464-4.
- Tactical Reality Dictionary, Cultural Intelligence and Social Control. Autonomedia, New York 2002, ISBN 3-85266-194-3.
- Tactical Reality Dictionary. Russian translation and Foreword by Oleg Kireev. Ultraculture Publishing, Moskau 2004.
- Konrad Becker, Martin Wassermair (Hrsg.): Kampfzonen in Kunst und Medien. Texte zur Zukunft der Kulturpolitik. Löcker, Wien 2008, ISBN 3-85409-483-3.
- Konrad Becker, Martin Wassermair (Hrsg.): Phantom Kulturstadt. Texte zur Zukunft der Kulturpolitik 2. Wien (Löcker), 2009, ISBN 3-85409-506-6.
- Konrad Becker, Felix Stalder (Hrsg.): Deep Search. Politik des Suchens jenseits von Google. Studienverlag, Innsbruck-Wien-Bozen 2009, ISBN 978-3-7065-4794-9.
  - Konrad Becker, Felix Stalder (Hrsg.): Deep Search. The Politics of Search beyond Google. Studienverlag, Innsbruck-Wien-Bozen 2009, ISBN 978-3-7065-4795-6.
- Strategic Reality Dictionary. Deep Infopolitics and Cultural Intelligence. Autonomedia, New York 2009, ISBN 978-1-57027-202-8.
- Konrad Becker, Jim Fleming (Hrsg.): Critical Strategies in Art and Media. Perspectives on New Cultural Practices. Autonomedia, New York 2010, ISBN 978-1-57027-214-1.
- Konrad Becker, Martin Wassermair (Hrsg.): Nach dem Ende der Politik. Texte zur Zukunft der Kulturpolitik 3. Löcker, Wien 2011, ISBN 978-3-85409-552-1.
- Dictionary of Operations – Deep Politics and Cultural Intelligence. With an introduction by Hakim Bey and an afterword by Franco Berardi Bifo. Autonomedia, New York 2012, ISBN 978-1-57027-261-5.
- Konrad Becker, Felix Stalder (Hrsg.): Fiktion und Wirkungsmacht. Eine Veröffentlichung des World-Information Institute. Löcker, Wien 2016, ISBN 978-3-85409-663-4.